# Asclepias langsdorffii
Asclepias langsdorffii är en oleanderväxtart som beskrevs av Fourn.. Asclepias langsdorffii ingår i släktet sidenörter, och familjen oleanderväxter. Inga underarter finns listade i Catalogue of Life.